# يالو (فلسطين)
يالو هي قرية فلسطينية احتلها وهدمها الجيش الإسرائيلي عام 1967 ضمن عملية احتلال الضفة الغربية وقطاع غزةتبعت القرية لمدينة الرملة قبل عام 1948، ثم أصبحت تتبع مدينة رام الله. قام الاحتلال الإسرائيلي بهدم القرية مع قريتي بيت نوبا وعمواس في حزيران 1967.

## الجغرافيا
تبعد يالو 13 كم جنوب شرقي الرملة في منطقة اللطرون، وقد بنيت القرية على منحدرات جبال القدس الغربية على ارتفاع 300م عن سطح البحر. كانت يالو تابعة  لقضاء الرملة ثم ألحقت بعد عام حرب 1948 بقضاء رام الله وأصبحت من قرى الخطوط الأمامية بملاصقة الخط الأخضر، وأحاطت بها أراضي قرى بيت نوبا وعمواس ودير أيوب ونطاف، وساريس، وبيت ثول، وسلبيت.
تبلغ مساحة يالو 15122 دونم وتعتبر أراضي لقرية، زراعية لخصوبة تربتها ووفرة المياه الجوفية فيها حيث كان يتم زراعة المناطق السهلية بالحبوب مثل القمح والشعير والذرة، والمزروعات الصيفية مثل البندورة والفقوس، والمناطق الجبلية تمت زراعتها بأشجار الزيتون.
كانت تحتوي يالو الشاسعة خمسة عشر ألف دنم تقوم على عدد من الخرب الاثرية والتي يعود تاريخها إلى عصور قديمة، وكان من هذه الخرب خربة أم الحمص، وحيبا غرب القرية وفيها بئر قديم ومعصرة زيتون ومدافن، وخربة طل وارجع وتقع في غرب أراضي القرية وفيها مغر وقبور واساسات أبنية، وخربة العقد على حدود يالو مع عمواس. كان في القرية أيضاً عدد من المقامات مثل مقام الشيخ اسماعيل، ومقام ستنا المياسة على حدود يالو مع عمواس. كان يوجد في القريةمسجد عمري قديم وتقام فيه صلاة الجمعة والجماعة والعيدين. قام الاحتلال الصهيوني بتدمير كل هذه المعالم في حربه على القرى الفلسطينين عام 1967.

## التاريخ
يالو هي امتداد لمكان كنعاني سُمي «آيلون» ثم سُميت “ألوس” في زمن الرومان. وقد ورد ذكرها في رسائل تل العمارنة في القرن الرابع عشر قبل الميلاد. بها خرب أثرية وعقود وأنقاض وبئر مبنية ومعاصر ومدافن منقورة في الصخر.

### 1948
في الفترة التي سبقت اندلاع الحرب العربية الإسرائيلية عام 1948، وفي ليلة 27 ديسمبر 1947، قامت لواء عتصيوني التابع للهاجاناه بتفجير ثلاثة منازل في يالو، وقد شكل هذا الإجراء جزءاً من سلسلة من الضربات الانتقامية التي شنتها الهاجاناه، والتي وصفها المؤرخ الإسرائيلي بيني موريس بأنها ضربات انتقامية شنتها الهاجاناه، وكانت أوامرها العملياتية تتضمن في أغلب الأحيان أمراً بتفجير منزل أو عدة منازل، وكذلك قتل الذكور البالغين أو المقاتلين غير النظاميين.

### الحكم الأردني
بعد النكبة عام 1948، أصبحت يالو تحت الحكم الأردني من عام 1948 حتى عام 1967.
في الثاني من نوفمبر 1950، استهدفت قوات الاحتلال الإسرائيلي الأطفال الفلسطينيين، عندما أطلق جنود الاحتلال الإسرائيلي النار على ثلاثة منهم، مما أدى إلى مقتل اثنين منهم، بالقرب من دير أيوب في نتوء اللطرون، والذين هم علي محمد علي عليان 12 عاماً، وشقيقته فخرية محمد علي عليان 10 أعوام، وابنة عمهم خديجة عبد الفتاح محمد علي 8 أعوام، جميعهم من قرية يالو. كتب موريس، وقف الطفلان علي وفخرية في سرير وادٍ وأطلق جندي النار عليهما، ووفقًا لكلا الشاهدين البالغين، أطلق رجل واحد فقط النار عليهما بمسدس ستينجر، لكن لم يحاول أي من أفراد المفرزة التدخل.

## اقتصاد القرية
كانت أراضي القرية 14,992 دونما، اعتاد سكانها على زراعة الحبوب والأشجار المثمرة. واعتمد السكان على مياه الأمطار. مناخها معتدل حيث كانت تحيط بالقرية الأشجار الحرجية، وبها عيون ماء في الجهتين الشمالية الشرقية والجنوبية الغربية. ضمت دكاكين وجامع ومدرستين للبنين والبنات.

## السكان
تعود أصول السكان إلى قرى منها بيت محسير وحلحول وبيت جالا ويطابلغ عدد سكان يالو عام 1945، 1220 نسمة، وبلغ عددهم عام 1966، 3000 نسمة، وبلغ عدد البيوت 518 بيت عام 1966.

## تدمير القرية وتشريد السكان
في حزيران 1967 هدم الإسرائيليين القرية مع قريتي بيت نوبا وعمواس المجاورتين وتشرد سكانها في القرى المجاورة. وقد نشرت صحيفة صنداي تايمز البريطانية تقريرا عن تدمير القرية في 19 حزيران عام 1968 ومما جاء فيه «في الطريق عبر المنطقة التي كانت قبل عام منطقة حرام تفصل بين الأردن وإسرائيل، شاهدنا على تل عند نهايته خطاً طويلاً من شجر السرو خرب حديثاً، ووراء ذلك امتدت سلسلة طويلة من هذه القطع على الأرض تناثرت فيها بعض الصهاريج وقطع الخشب وبعض قطع الصفيح، ذلك كل ما تبقى من بيت نوبا ويالو، لقد طمس الإسرائيليون معالمهما، ومسحوهما من فوق الأرض».
اليوم، يوجد البعض أثر من هذه القرى التي سكنها ما يقارب 9000 شخص، وما تبقى يقع ضمن حديقة أيالون كندا بارك وهي محمية طبيعية أنشأها الصندوق القومي اليهودي الإسرائيلي على أنقاض الأراضي الفلسطينية، بهدف محوها من الذاكرة.

## المستعمرات
أقام الإسرائيليون على أراضيها مستعمرة مافو حورون.

## التمثيلات الفنية
جعل الفنان الفلسطيني سليمان منصور يالو موضوعاً لأحد لوحاته، وكان العمل الذي سمي على اسم القرية، واحدًا من سلسلة مكونة من أربعة أعمال عن القرى الفلسطينية المدمرة أنتجها في عام 1988، والأعمال الأخرى هي بيت دجن، وعمواس، ويبنة.